# Fototiristor
Fototiristor djeluje kao običan jednosmjerni triodni tiristor s tim da se u stanje vođenja može dovesti osvjetljavanjem PN-spoja upravljačke elektrode.
Posebno je dobro tiristora, u usporedbi sa svim ostalim fotodetektorima, što izlazna struja nije ovisna o jakosti osvjetljenja. Svjetlošću se fototiristor samo dovodi u stanje vodljivosti, a nakon toga je anodna struja tiristora neovisna o osvjetljenju. Stoga je, uz odgovarajuće hlađenje, moguć rad s naponima od nekoliko stotina volta i jakosti struje većim od ampera. Većina fototiristorskih spojeva zahtjeva spajanje vanjskoga otpora R reda veličine 100 kilooma između upravljačke elektrode i katode. Njime se regulira osjetljivost fototiristora i sprječava moguća samopobuda zbog reverzne struje.